# Joseph Cals

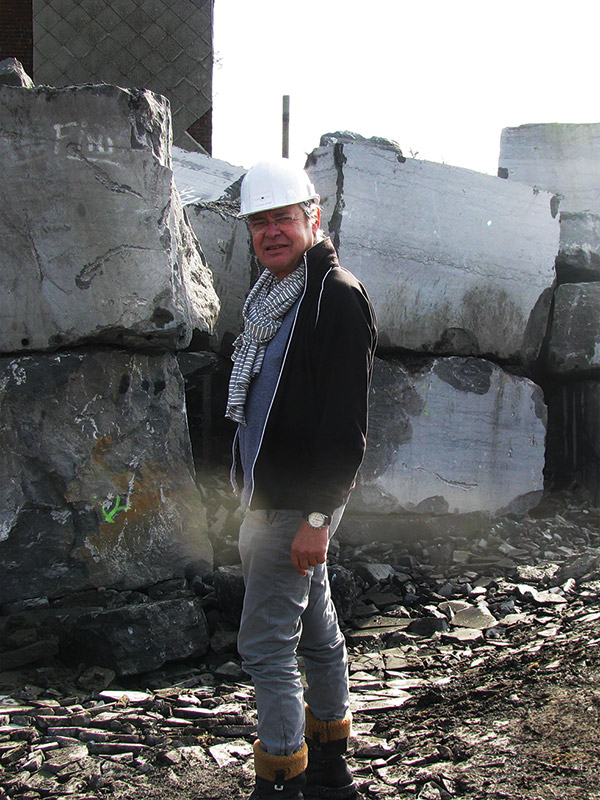
Joseph Cals bij de steengroeve om geschikt materiaal en inspiratie te vinden.

Joseph Cals (Stein, 1949) is een Nederlandse schilder en beeldhouwer. In zijn kunst besluipt hij het verleden van verschillende kanten. Joseph Cals zoekt naar formuleringen omtrent de betekenis van heden en verleden.

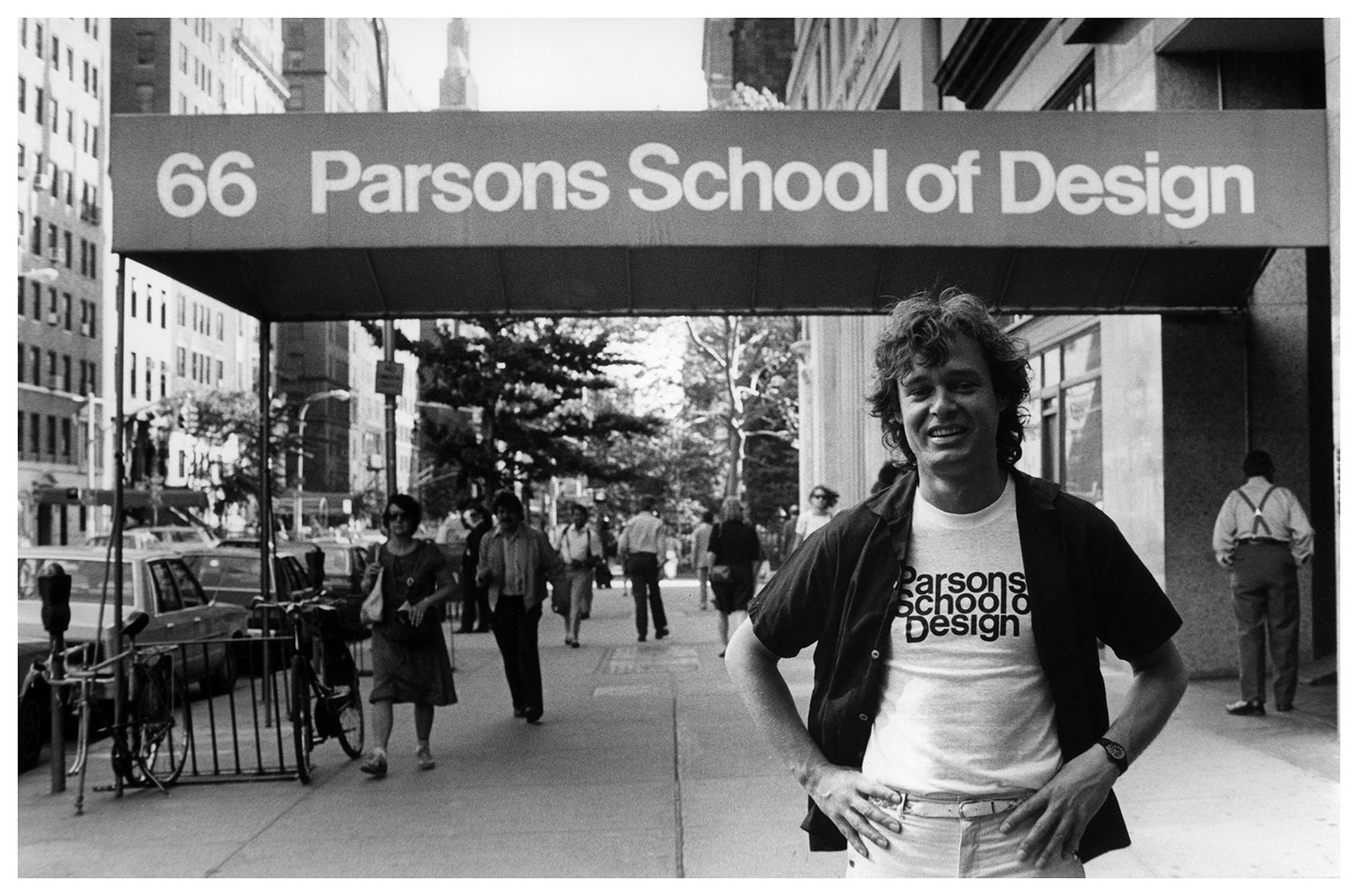
Joseph Cals bij Parsons school of art and design, New York

## Opleiding en werk
Cals volgde van 1968 tot 1973 de opleiding tekenen MO aan de Koninklijke Academie van Beeldende Kunsten in Den Haag. Hij was daar leerling van Willem Minderman. 
Enkele jaren later werd hij zelf docent tekenen/schilderen aan de Gerrit Rietveld Academie in Amsterdam, en daarna ook aan de Koninklijke Academie van Beeldende Kunsten in Den Haag. Verder heeft Cals les gegeven aan de Parsons Institute in New York en aan de University of Singapore.
Hij werkt onder andere in aquarel, olieverf, gips, brons en aluminium. Joseph Cals woont en werkt in Amsterdam, maar de laatste jaren ook in Nederweert en Lanaken (België).

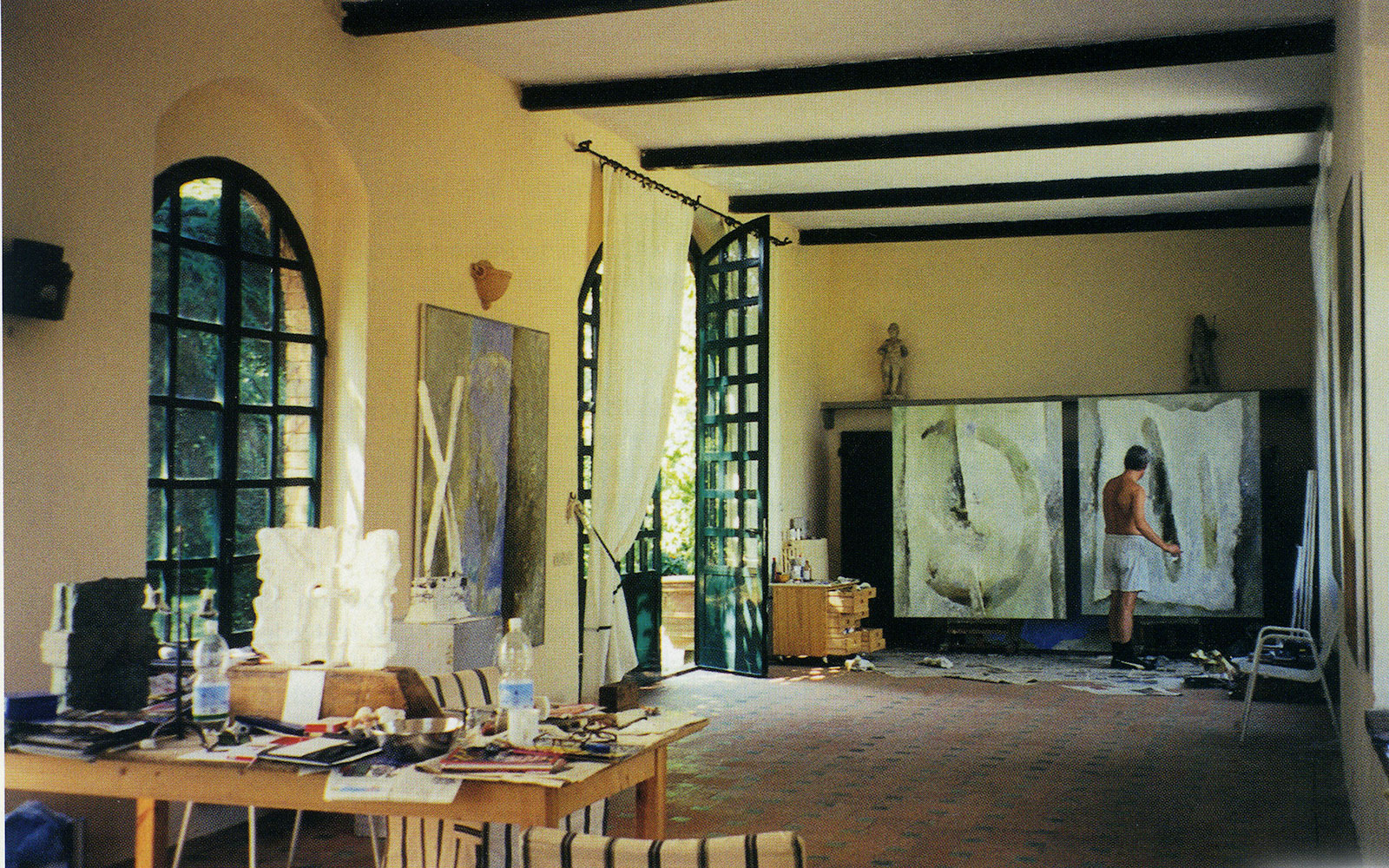
Artelier

## Kenmerken, onderwerpen en inspiraties
Er bestaat een sterke affiniteit met oerbeelden uit primitieve culturen, met stonehenge, prehistorische rotstekeningen, relikwieën uit een ver verleden en andere oudheidkundige overleveringen die weliswaar door de tand des tijds zijn aangetast, maar desondanks eeuwen overleefden.
Cals noemt met name de opgravingen van prehistorische nederzettingen die hij als kind in zijn geboortestreek bezocht en zijn studie als 17-jarige in de Verenigde Staten als belangrijke invloeden op zijn artistieke ontwikkeling. "1967/68 was een tumultueus jaar. De oorlog in Vietnam, rassenonlusten, de moord op zowel Martin Luther King als Robert Kennedy en paradoxaal genoeg tegelijkertijd een geweldige bloei in de beeldende kunst. Op-Art, Pop-Art, alle mogelijke nieuwe stromingen buitelden over elkaar heen. Ik woonde in suburban Buffalo N.Y. met zijn beroemde Albright Knox Museum".

## Reve
Cals is mede bekend geworden vanwege zijn relatie met Gerard Reve en in diens werk voorkomend als 'Jakhals'. Die verhouding wordt uitvoerig beschreven in het tweede deel van de biografie door Maas.

## Exposities (selectie)
- Gallery Mathilde, Amsterdam.
- University of Leuven, Belgium.
- Gallery van Voorst van Beest, The Hague.
- Museum Aemstelle, Amstelveen.
- Gallery Susan Montezinos, Philadelphia.
- Germans van Eck galleries, New York.
- Kunstmesse Basel.
- Fiac Grand Palais, Paris
- Carnegie Hall, New York.
- Gallerie Wansink, Roermond.
- Singer Museum, Laren.
- The Oriental, Singapore.
- Pictura, European Fine Art Fair, Maastricht.
- Hofstra Museum, New York.
- University Museum, North Carolina.
- Touchstone Gallery, Hong Kong.
- Galerie Belvedere, Singapore.
- Galerie Quintessens, Utrecht.
- Galerie Mia Joosten, Amsterdam.
- Wolterinck, Laren.
- Grand Hyatt, Jakarta.
- Ken Elias Galley, West Palm Beach, Fl.
- Tefaf, Maastricht.
- Chateau St. Gerlach, Valkenburg.
- Giardino, Berg en Terblijt.
- Gallerie Husstege, Den Bosch.
- Labouchere, Amsterdam.
- Insinger de Beaufort, Amsterdam.
- Hilton, Frankfurt.
- Museum van der Togt, Amstelveen.
- Museum Boymans van Beuningen, Rotterdam.

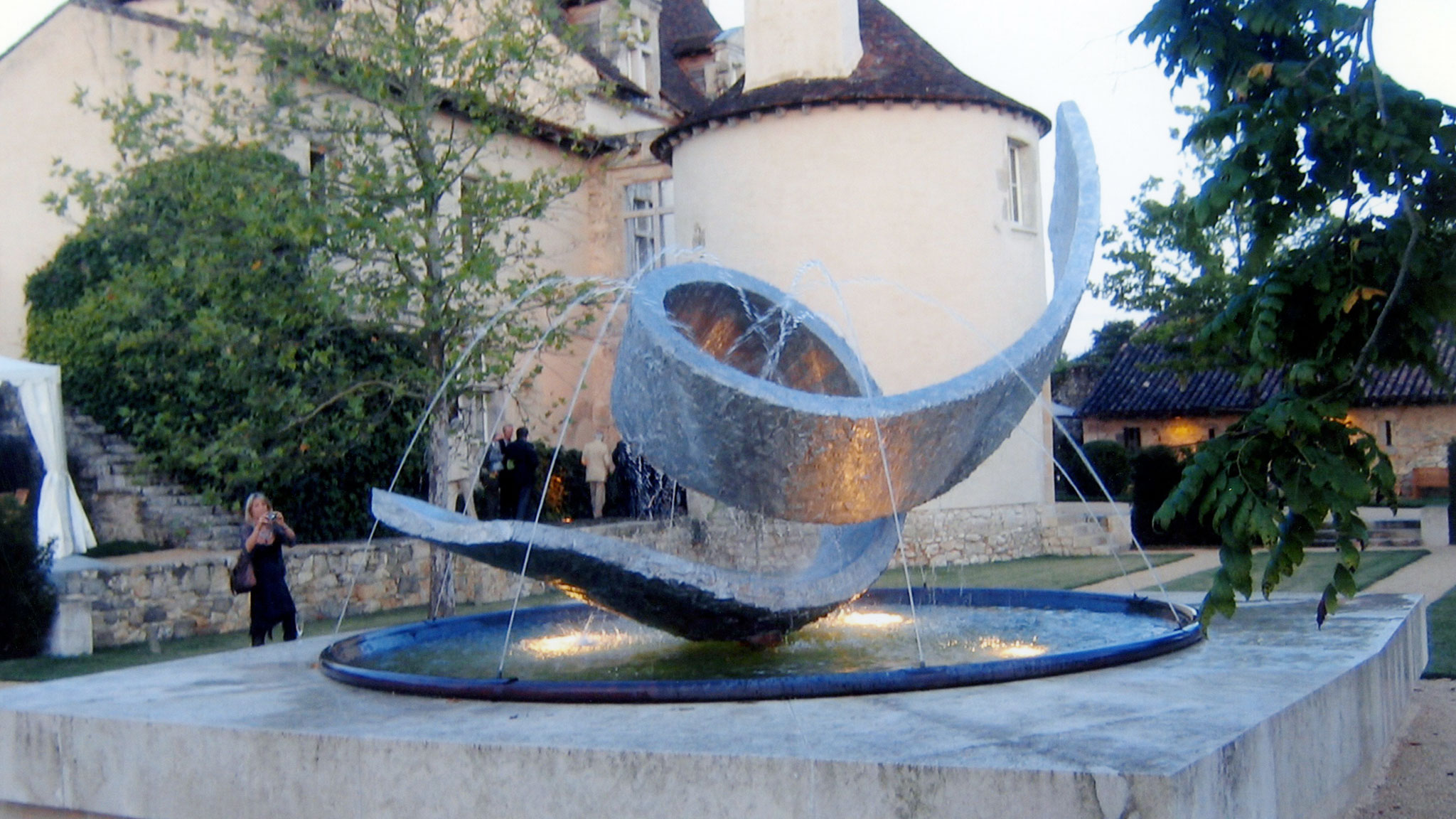
Het beeld "Flow" in Frankrijk

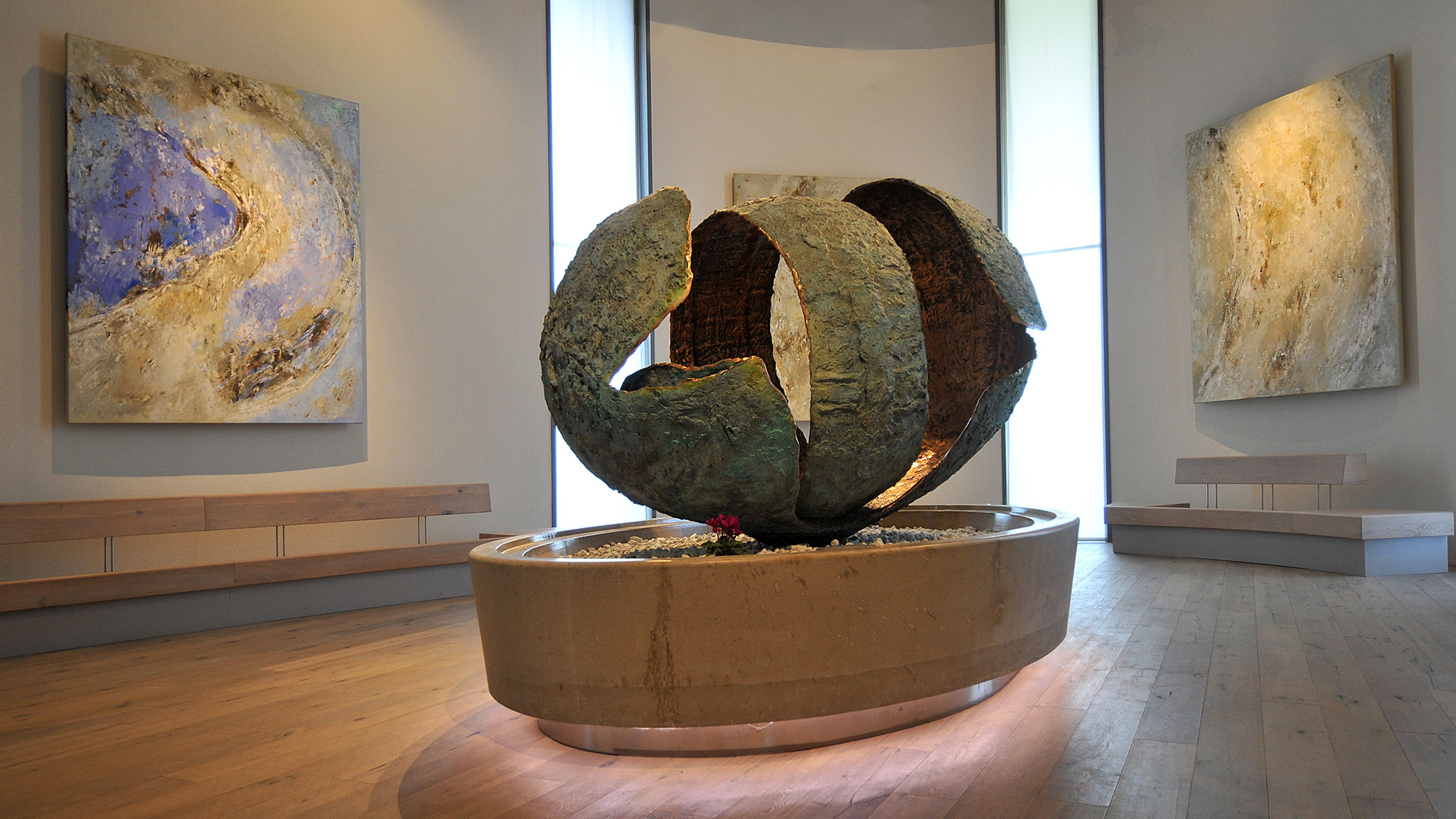
Stilte ruimte Zuyderland ziekenhuis

- Berry Hill Galeries, New York.
- Stedelijk Museum, Amsterdam

## Projecten (selectie)
- Zeven schilderijen in opdracht van de Tweede Kamer der Staten Generaal,
- Beelden voor Nerac, France, Harrogate, England, Leusden, Holland.
- Schilderijen en beelden voor het Zuyderland ziekenhuis, Sittard-Geleen.

## Werken (selectie)
Een aantal beelden en schilderijen van Joseph Cals zijn: Flow, Radiant, Embrace, Caressing, Si, Crossing, Phoenix, Relief, Leaning oval, Inflight, Shell, Rings, Insieme, Swan, Treasure, Grand oval, Lucid, Icon, Spanish, Encompassing, White circle, Diptych, Primavera, Mirror, Mesmerizing, Luminous, Oval, 9.11, Mirrored, White diagonals, Lucid Dream en Sketch